# بردوو
بردوو (به لهستانی:  Brdów) یک روستا در لهستان است که در گمینا بابیاک واقع شده‌است. بردوو ۹۵۰ نفر جمعیت دارد.

## نگارخانه

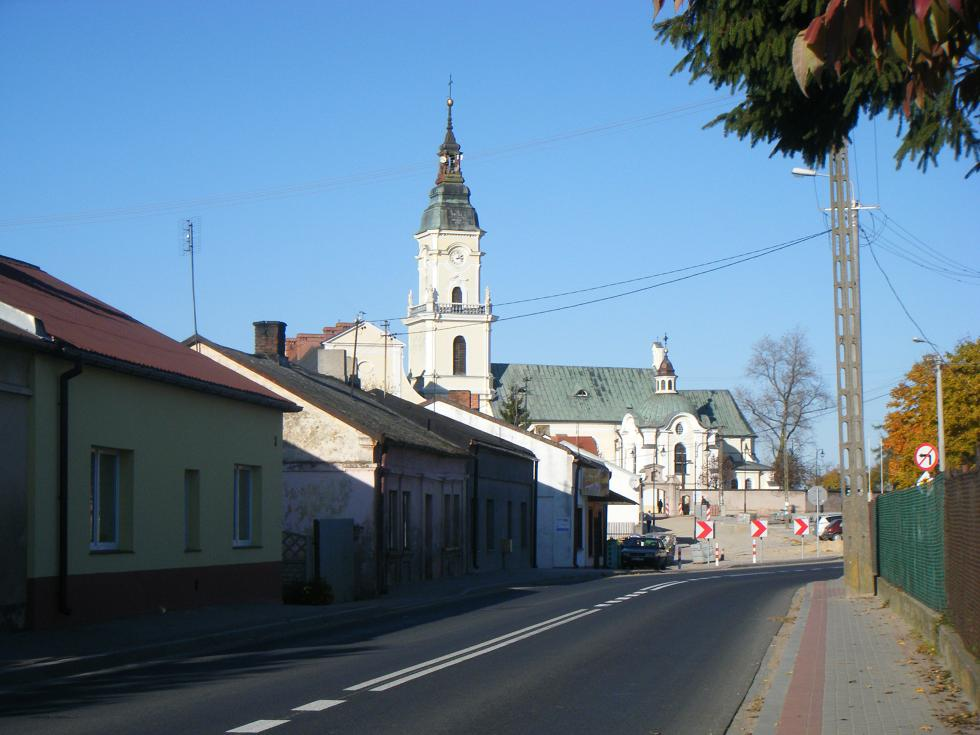
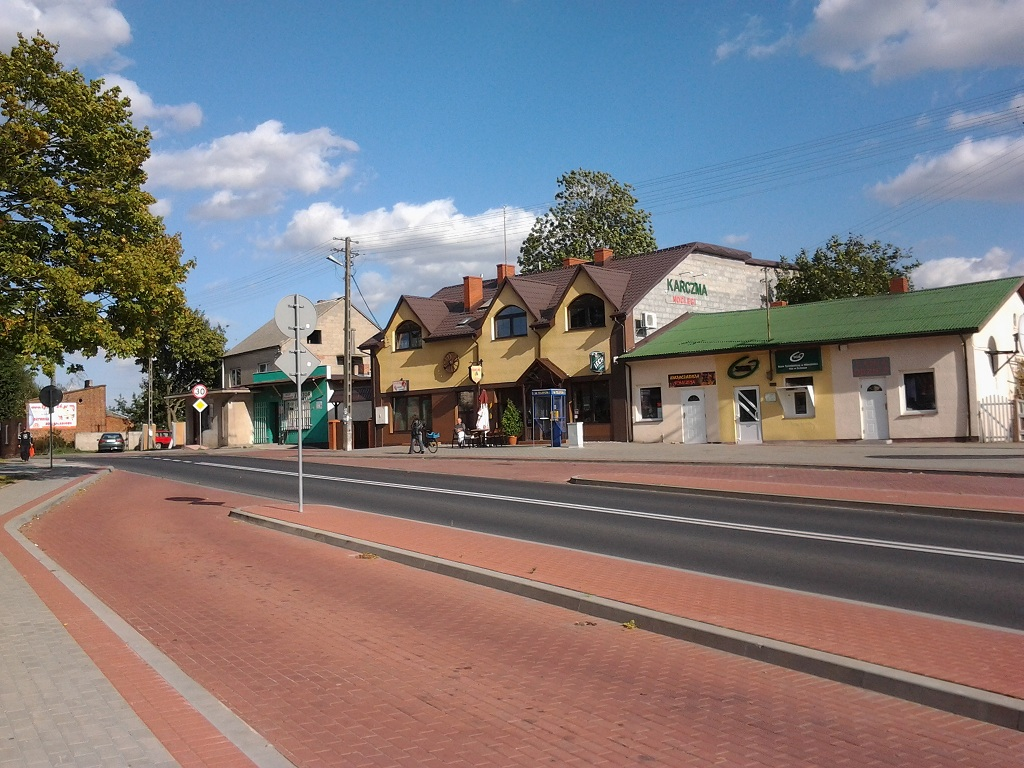
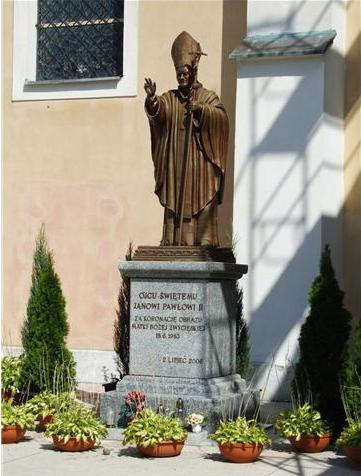
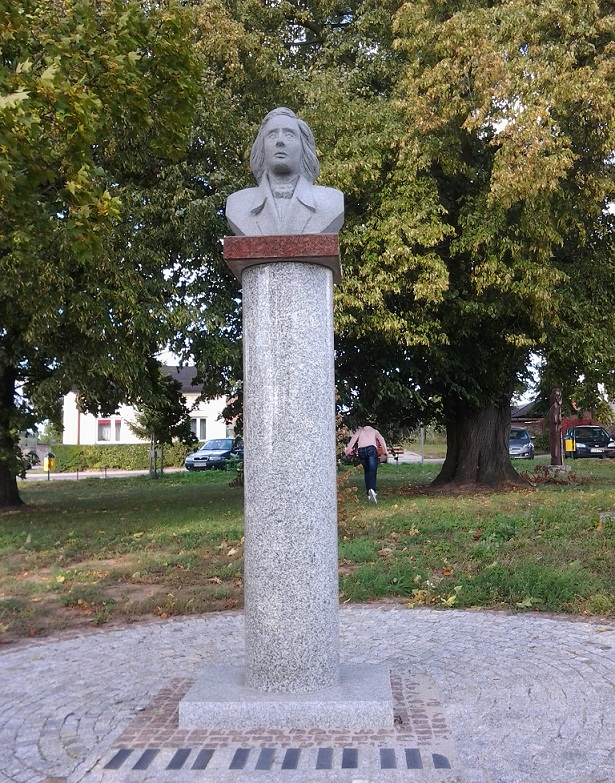
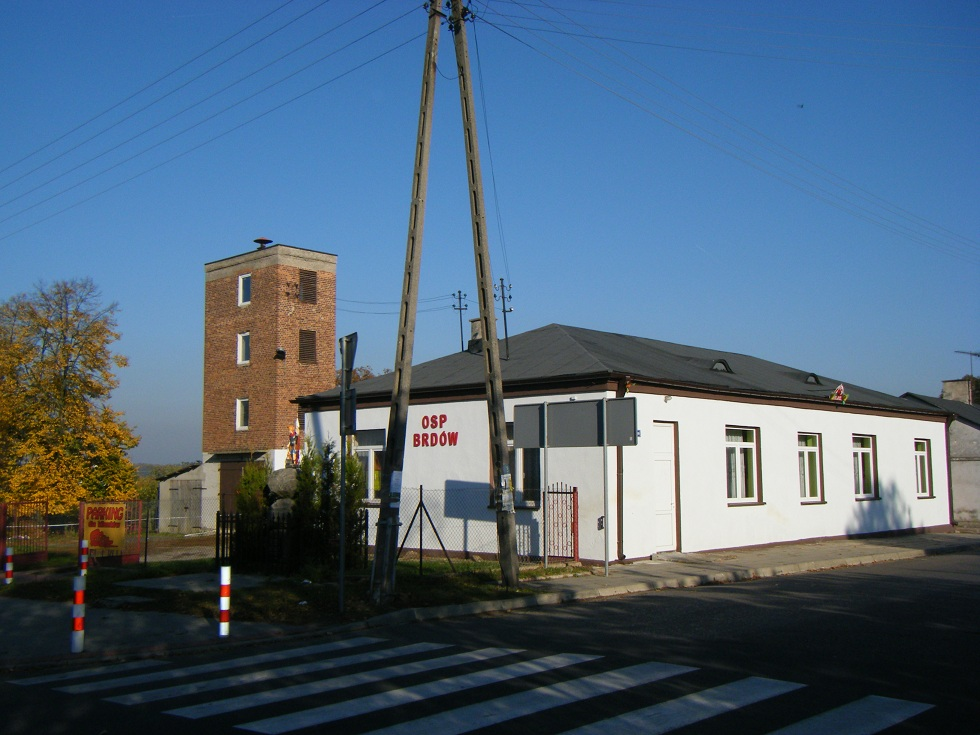
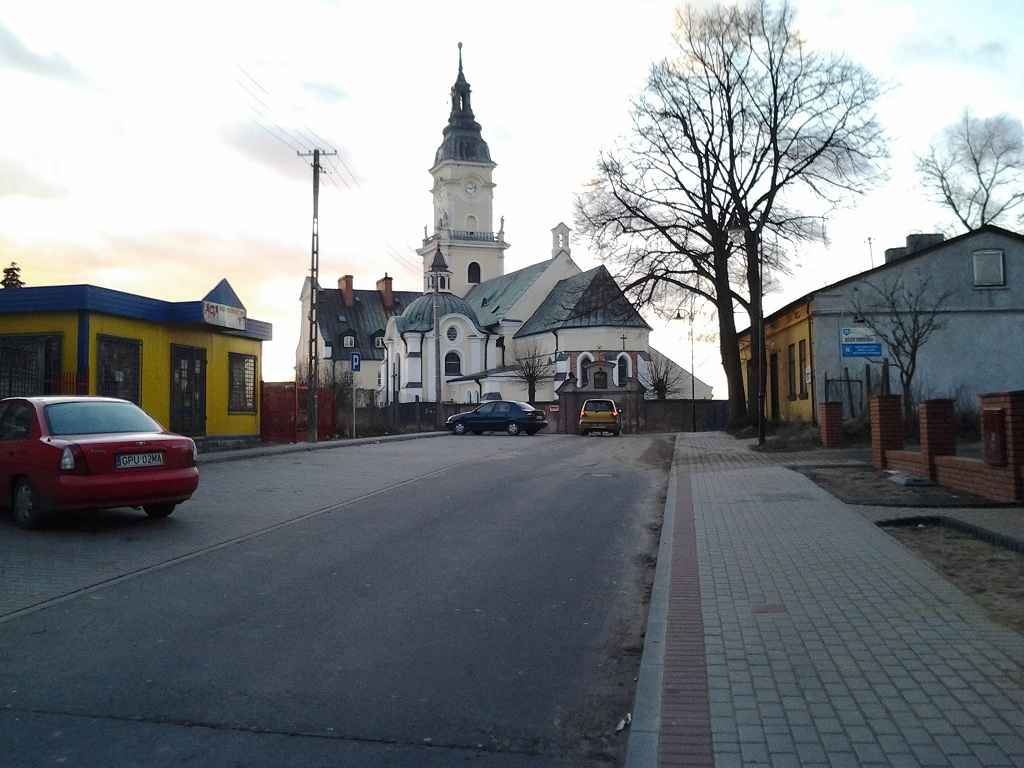
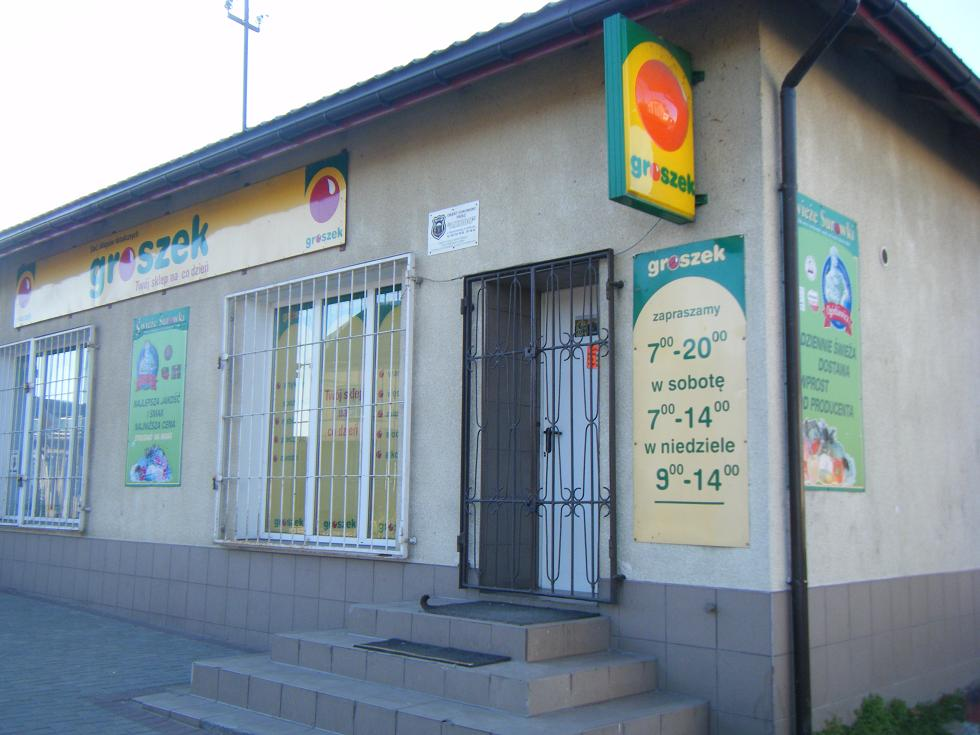